# Jan Hamel
Johannes (Jan) Hamel (Rotterdam, 9 juni 1946) is een Nederlands politicus.
Jan Hamel studeerde theoretische en medische sociologie aan de Rijksuniversiteit Groningen. Hij was docent en wetenschappelijk onderzoeker en werd in 1976 medewerker van de fractie van de Partij van de Arbeid in de Tweede Kamer. In 1983 werd Hamel directeur van het Academisch Ziekenhuis Groningen en in 1989 voorzitter van de Raad van Bestuur van het AZG (inmiddels Universitair Medisch Centrum Groningen geheten). Tevens heeft en had Hamel verschillende bestuurlijke nevenfuncties.
Bij de Eerste Kamerverkiezingen van 2003 werd Hamel gekozen in de senaat namens de PvdA. Hij hield zich in de Kamer bezig met Volksgezondheid, Welzijn en Sport en met Defensie. Hij werd bij de Eerste Kamerverkiezingen van 2007 niet herkozen. Op 21 september 2009 maakte hij zijn rentree in de Eerste Kamer als plaatsvervanger van Peter Rehwinkel, die tot burgemeester van Groningen was benoemd. Op 7 juni 2011 nam hij afscheid van de Eerste Kamer.

## Onderscheidingen
- Ridder in de Orde van Oranje-Nassau (15 mei 1997)
- Officier in de Orde van Oranje-Nassau (22 juni 2006)

- Parlement.com: vge7dtpf0cy9